# Инстант мама
Инстант мама (енгл. Instant Mom) америчка је ситком направљен од стране Хауарда Мајкла Гулда у ком је главна глумица Тиа Моури која тумачи Стефани, маћеху троје деце са својим мужем. Серија је премијерно емитована на Никелодионовом ноћном блоку за старије Nick @ nite (касније преименован у ТВ Ленд) од 29. септембра 2013. до 19. децембра 2015. године. Представља до тад најгледанију серију блока. Дана 22. новембра 2013. наручена је друга сезона серије са 23 епизода (20 нових епизода + 3 епизоде из прве сезоне које се нису емитовале). Трећа сезона серије наручена је 22. новембра 2014. године. Никелодион је 21. октобра 2015. године најавио да Инстант мама неће имати више нових епизода и да ће се завршити након 65 епизода.
У Србији, Црној Гори, Босни и Херцеговини и Републици Македонији се премијерно емитовала 2016. на каналу Комеди сентрал екстра, титлована на српски језик. Титл је радила Ес-Ди-Ај Медија. Од 9. априла 2018. серија се емитује и на каналу Никелодион , синхронизована на српски језик. Синхронизацију је радио студио Голд диги нет.

## Главне улоге
| Улога                 | Глумац                | Српски глас                           |
| --------------------- | --------------------- | ------------------------------------- |
| Стефани Тарнер-Филипс | Тиа Моури             | Јадранка Пејановић Маријана Живановић |
| Чарли Филипс          | Мајкл Батман          | Павле Јеринић                         |
| Меги Тарнер           | Шерил Ли Ралф         | Јасмина Аврамовић                     |
| Габи Филипс           | Сидни Парк            | Марија Стокић                         |
| Џејмс Филипс          | Тајлен Јакоб Вилијамс | Петар Опсеница                        |
| Арон Филипс           | Дамар Калхун          | Данко Ђорђевић                        |

## Епизоде
| Сезона | Сезона | Епизоде | Премијерно приказивање () | Премијерно приказивање () | Премијерно приказивање ( Комеди сентрал екстра) | Премијерно приказивање ( Комеди сентрал екстра) | Премијерно приказивање ( Никелодион) | Премијерно приказивање ( Никелодион) |
| Сезона | Сезона | Епизоде | Прва епизода              | Последња епизода          | Прва епизода                                    | Последња епизода                                | Прва епизода                         | Последња епизода                     |
| ------ | ------ | ------- | ------------------------- | ------------------------- | ----------------------------------------------- | ----------------------------------------------- | ------------------------------------ | ------------------------------------ |
|        | 1      | 23      | 29. септембар 2013.       | 12. јун 2014.             | 2016.                                           | непознато                                       | 9. април 2018.                       | 28. мај 2018.                        |
|        | 2      | 16      | 2. октобар 2014.          | 3. јун 2015.              | непознато                                       | непознато                                       | /                                    | /                                    |
|        | 3      | 26      | 19. септембар 2015.       | 19. децембар 2015.        | непознато                                       | непознато                                       | /                                    | /                                    |